# 九州急行バス
九州急行バス株式会社（きゅうしゅうきゅうこうバス）は福岡県福岡市博多区博多駅南4丁目7番2号に本社を置く高速バス専業のバス事業者である。公益社団法人日本バス協会加盟。

## 概要
1966年7月6日、福岡 - 長崎間の特急バス（高速バス）路線「九州号」を運行するために、沿線バス事業者の西日本鉄道（西鉄）・昭和自動車・祐徳自動車・西肥自動車・長崎県交通局の5社共同出資で設立された。5社で均等に出資しているため、特定の事業者のグループ会社とはなっておらず、各出資事業者の関連会社の扱いである。
「九州号」は同年9月20日より一般道経由の特急バスとして運行開始し、1981年8月に一部区間を高速道路に載せ替えて高速バスとなり、以後高速道路の延長にあわせて経路を一般道から高速道に順次移行させていった。高速バスへの移行後、当初に比べ停車地が整理され現在は福岡～長崎の直行便が主力となった結果、現在では昭和自動車の営業エリア内には停車地がなくなったほか、祐徳自動車の営業エリア内においても停車する便はごくわずかとなっている。
お盆・年末年始などの繁忙期には、続行便の運行を福岡側は西鉄観光バス・西鉄バス久留米と長崎県交通局（福岡営業所）に、長崎側は長崎県交通局（主に東長崎営業所）に委託している。

## 営業所（車庫）所在地

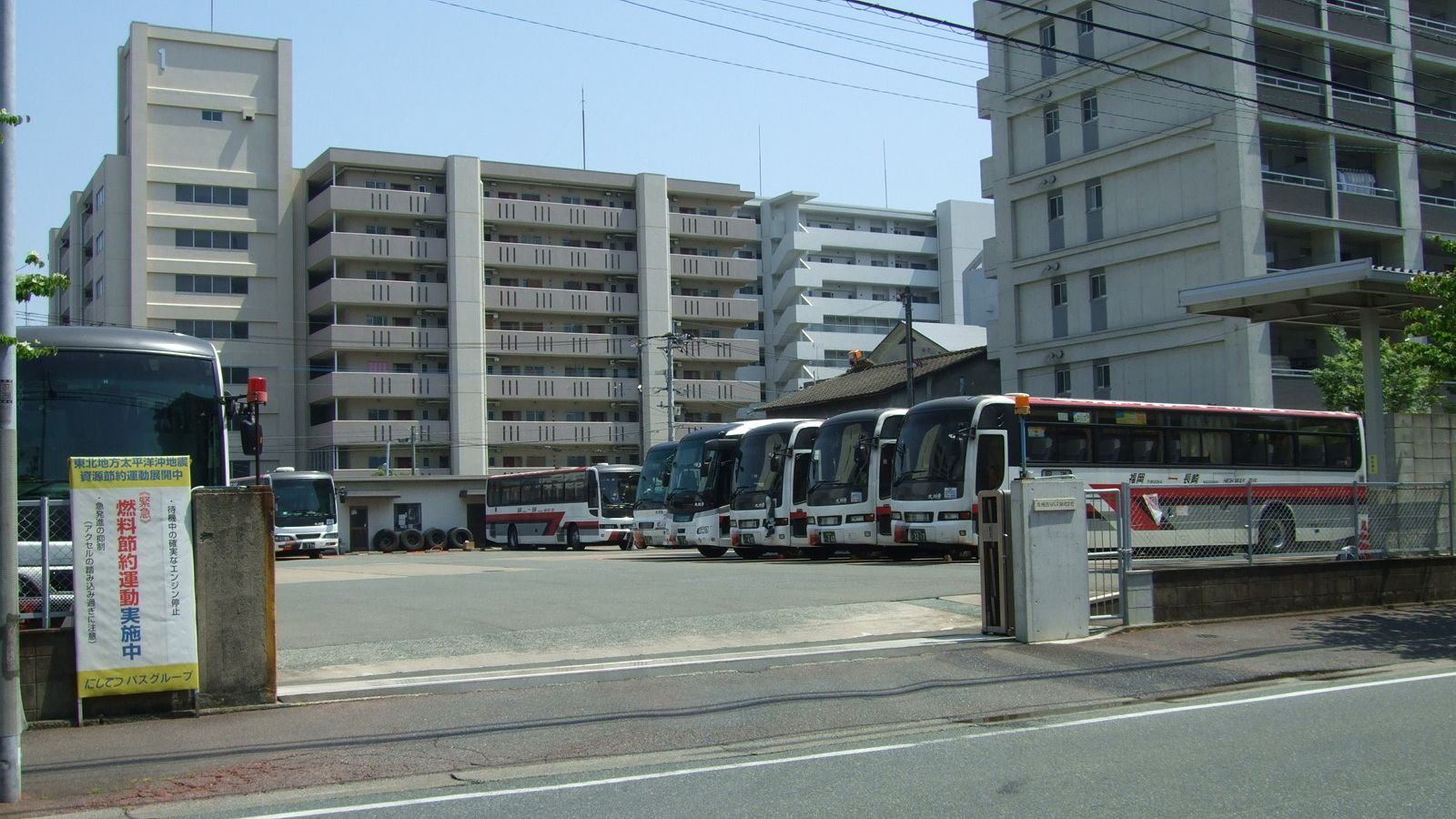
本社社屋に隣接する車庫

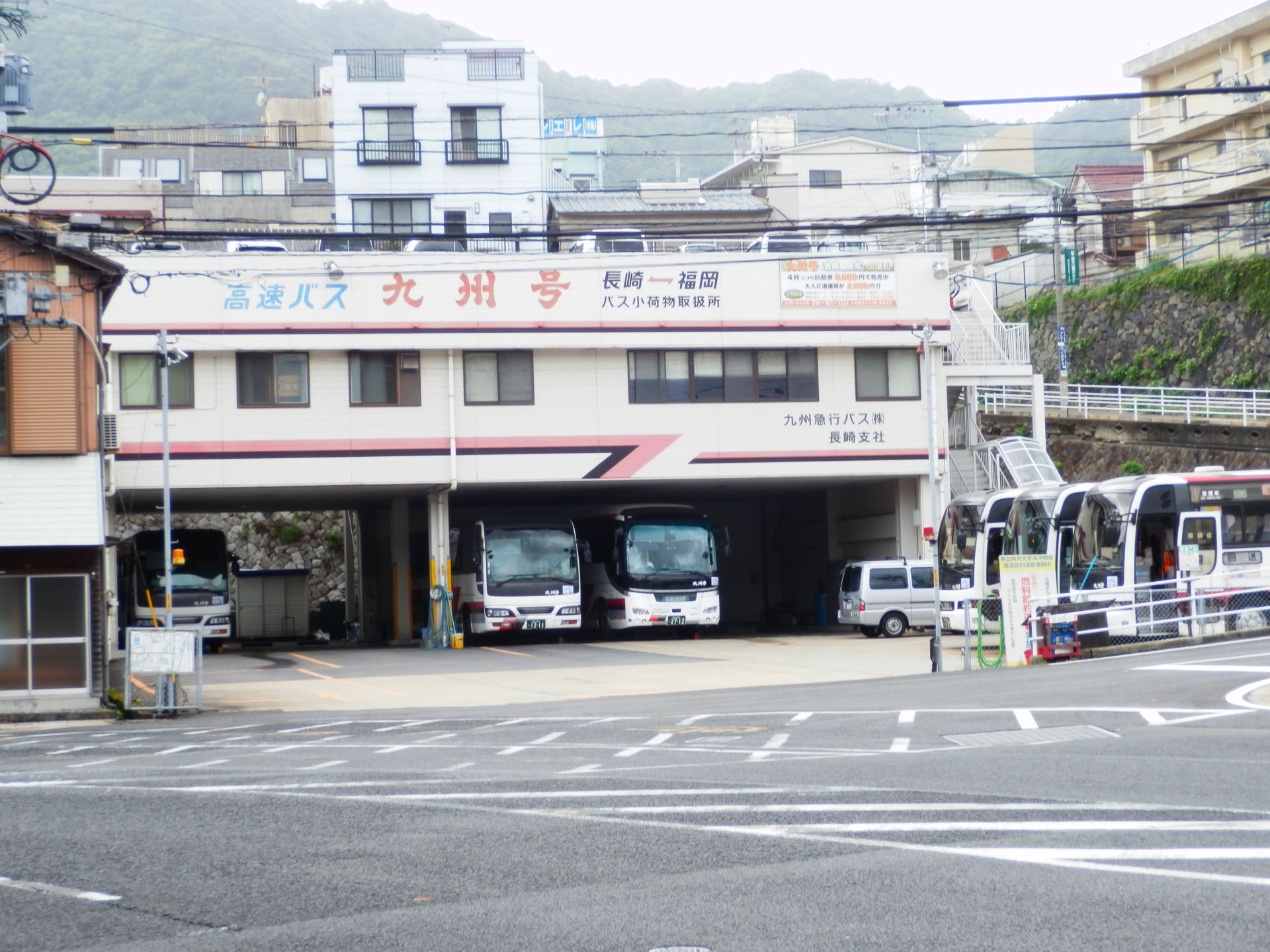
九州急行バス長崎支社（支社前以外にも車庫が所在する）

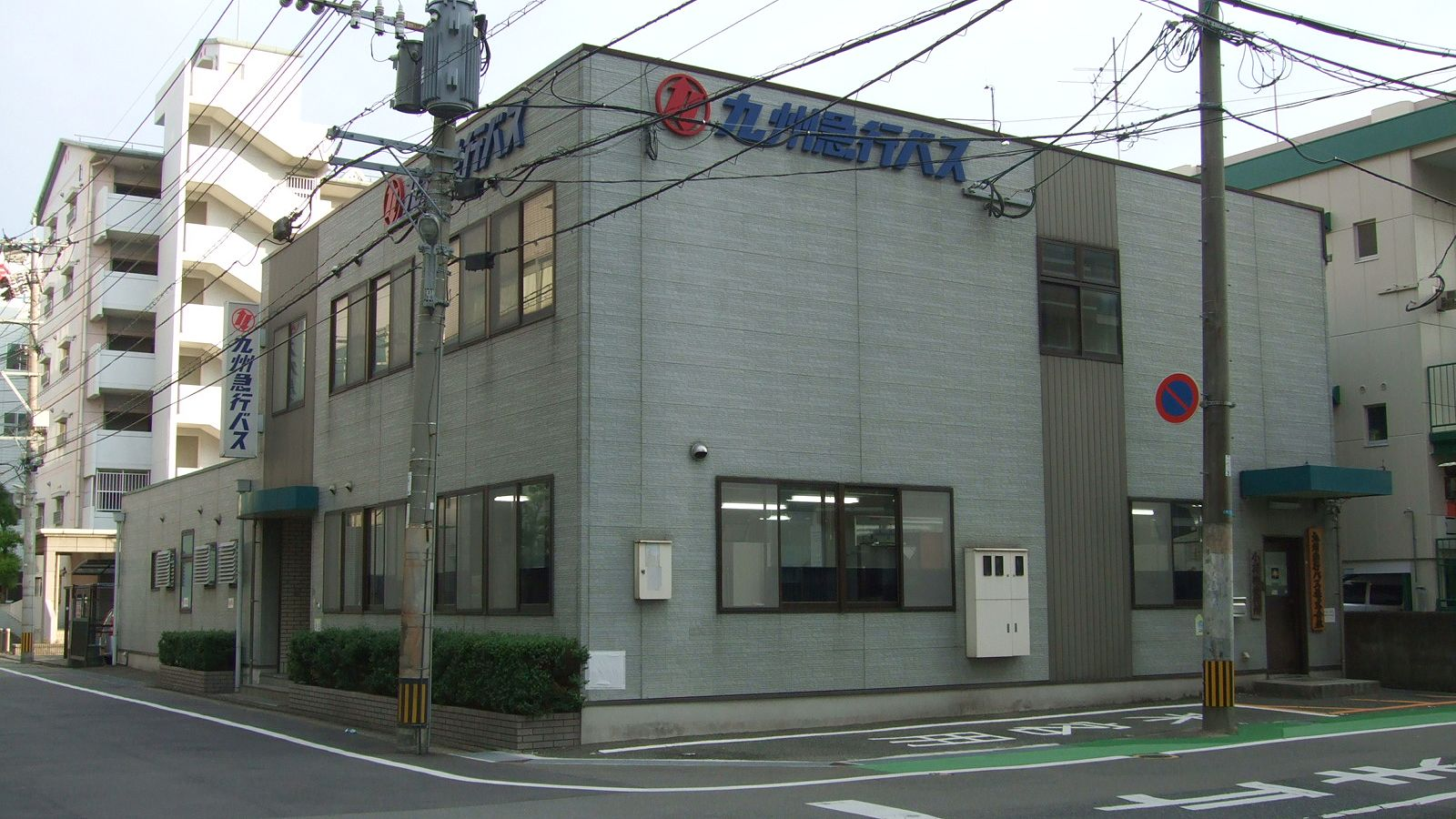
本社・福岡営業所
福岡県福岡市博多区博多駅南4丁目7番2号
長崎支社
長崎県長崎市光町9番1号

## 路線
もともと福岡 - 長崎間の特急バス運行のために設立されており、会社設立以来、運行路線は「九州号」1路線のみである。
「九州号」の詳細については九州号の記事を参照のこと。

## 車両
出資会社に西日本鉄道がある関係で、会社設立当初から同社の子会社の西日本車体工業（西工）のボディを架装した三菱ふそうの車両を使用していたが、西工が三菱ふそうへの架装を中止したことにより、2006年12月には初導入となる日産ディーゼル（当時、現「UDトラックス」）スペースアローを採用した。車体は1981年より西工S型ハイデッカーを採用していたが、1995年からはC型に切り替えている。1980年代の後半には西鉄からの譲渡車で日野＋西日本車体のバスが2台あった。2006年12月の新車導入（福岡1台、長崎3台）によりS型は全て廃車されC型に統一された。2007年7月の新車導入（福岡1台、長崎2台）によりC型の初期導入車にも廃車が発生した。2011年4月には、長崎支社に純正の三菱ふそうエアロエースが導入されている。2012年には後部に大型パウダールーム（トイレ・洗面所）を設置したいすゞ・ガーラも導入された他、2013年には日野・セレガも導入されていて、現在は4メーカーの車が採用されている。
廃車された車両は出資会社である長崎県交通局、西肥自動車や西鉄が出資する日田バスや亀の井バス、近年では大分バス、熊本電気鉄道へも譲渡されている。このほかにも自家用として中古車販売業者を経て売却されたものも多数存在する。九州急行が保有する車両の検査は西鉄の工場で行っている。
塗装は開業当初は上半分が緑色、下半分がクリーム色地に濃緑色のライン入りの塗装であった。1981年から白地に赤・黒・灰色のライン入りの現行塗装に変更した。C型への移行とともに前面塗装が若干変更されている。

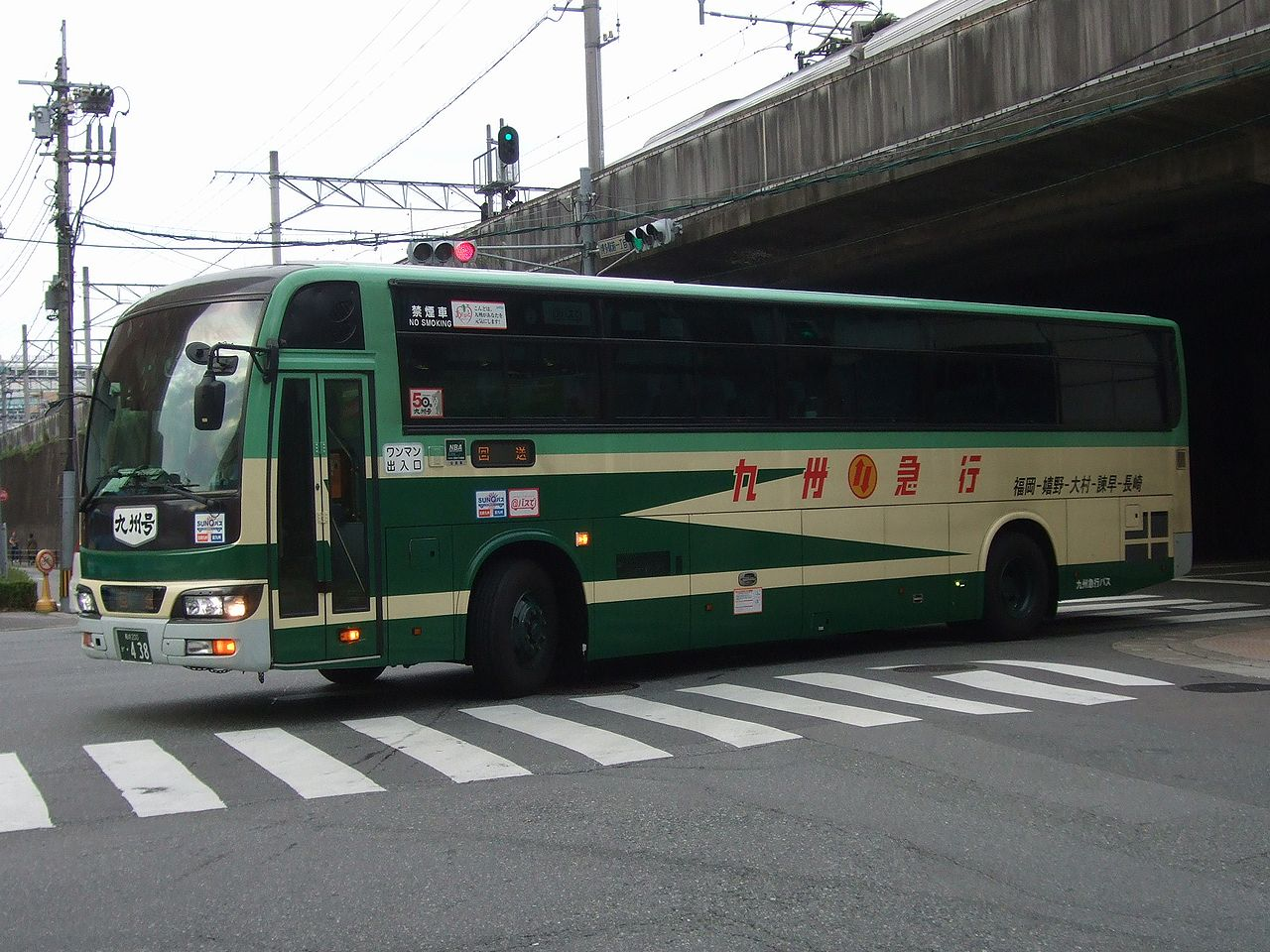
開業当時の車両の色を再現した50周年記念ラッピング車両。2016年より運行開始し、ラッピングを解除されないまま2019年5月に廃車となった。